# Bernhard Hemmerle
Bernhard Hemmerle (ur. 25 grudnia 1949 w Herschbach) – niemiecki kompozytor muzyki kościelnej i organista.

## Życiorys
W latach 1956–1967 uczęszczał do szkół w Herschbach i Dierdorf. Od 1955 uczył się gry na fortepianie i organach. Od 1961 pracował jako organista w Herschbach i okolicznych miejscowościach. W 1972 ukończył Hochschule für Musik und Darstellende Kunst we Frankfurcie nad Menem. 
Od 1975 do 2007 był zatrudniony jako muzyk w kurii biskupiej w Limburgu. W 1989 otrzymał nominację na dyrektora muzycznego. Działał jako wykładowca oraz członek towarzystw muzycznych. 
Komponował utwory chóralne. W latach 1975–2010 skomponował łącznie ponad 60 kompozycji. Pisał także biogramy muzyków do znanego słownika biograficznego – Biographisch-Bibliographische Kirchenlexikon.